# آپریل هلمز
آپریل هلمز (زادهٔ ۱۱ مارس ۱۹۷۳) دونده سرعت آمریکایی است که در بازی‌های پارالمپیک تابستانی ۲۰۰۴ آتن، مدال برنز را در مسابقه‌های پرش بلند زنان، در بازی‌های پارالمپیک تابستانی ۲۰۰۸ پکن مدال طلا را در دوی ۱۰۰ متر و در بازی‌های پارالمپیک تابستانی ۲۰۱۲ مدال برنز را در دوی ۱۰۰ متر به دست آورد.
او در سامردیل، نیوجرسی به دنیا آمده‌است.